# 唐沢俊一のポケット
唐沢俊一のポケット（からさわしゅんいちのポケット）は、TBSラジオをキーステーションに2006年4月8日から2007年3月23日まで放送されていたラジオ番組。

## 内容
作家の唐沢俊一と海保知里（当時TBSアナウンサー）によるトーク番組。
金曜移動後は、毎週ゲストを招いている。ただしゲストに関するトーク番組ではないので同じゲストが何回も招かれている。

## 番組沿革
2005年10月から2006年3月にかけて放送された「ブジオ!」の金曜日『唐沢俊一の「私のまわりは鬼ばかり」』（アシスタントはTBSアナウンサー小林麻耶）が前身。その流れで2006年4月8日から土曜深夜枠(26:00 - 26:30)で番組が開始された。土曜深夜時代は、エンディングに海保知里による、その日のテーマに即した小芝居を放送していた。
2006年10月6日からは、ナイターオフシーズンに放送されている「おとなの時間割」枠へ移動され、放送時間も金曜21:00-22:00となった。

## 出演

### パーソナリティ
- 唐沢俊一（作家）

### パートナー
- 海保知里（TBSアナウンサー）

### ナレーション
- 熊倉一雄（俳優、声優）

## 取り上げた品（土曜深夜時代）
1. ポケット
2. 手帳
3. ペン・筆記具
4. コイン
5. 切符・チケット
6. メガネ
7. ガム
8. 指輪
9. 時計
10. ウィスキー・お酒
11. マッチ
12. ハンカチ
13. 鍵
14. 鏡
15. カメラ
16. クスリ
17. ID・身分証明
18. 水
19. 懐中電灯
20. ティッシュペーパー
21. 辞書
22. チョコレート
23. 髪
24. 電話
25. 手

## 出演したゲスト（金曜夜時代）
1. 2006年10月6日：中野貴雄 （映画監督）
2. 2006年10月13日：中野貴雄 （映画監督）
3. 2006年10月20日：半田健人 （俳優）
4. 2006年10月27日：立川談笑 （落語家）
5. 2006年11月3日：橋沢進一 （喜劇役者）、渡辺克己 （ナレーター）
6. 2006年11月10日：杉ちゃん&鉄平 （ヴァイオリンデュオ）
7. 2006年11月17日：中野貴雄 （映画監督）
8. 2006年11月24日：笹公人 （歌人）
9. 2006年12月1日：（実相寺昭雄追悼企画）中野貴雄 （映画監督）
10. 2006年12月8日：芦辺拓 （推理作家）
11. 2006年12月15日：中野貴雄 （映画監督）
12. 2006年12月22日：半田健人 （俳優）、ポッドキャスティング版のみの出演：梅田佳声 （紙芝居師）
13. 2006年12月29日：中野貴雄 （映画監督）
14. 2007年1月5日：立川左談次 （落語家）
15. 2007年1月12日：植木不等式 （サラリーマン、と学会会員）
16. 2007年1月19日：省吾 （お笑いタレント）
17. 2007年1月26日：中野貴雄 （映画監督）
18. 2007年2月2日：半田健人 （俳優）
19. 2007年2月9日：立川談之助 （落語家）
20. 2007年2月16日：笹公人 （歌人）
21. 2007年2月23日：河崎実 （映画監督）
22. 2007年3月2日：中野貴雄 （映画監督）
23. 2007年3月9日：水道橋博士 （お笑いタレント）
24. 2007年3月16日：植木不等式 （サラリーマン、と学会会員）
25. 2007年3月23日：中野貴雄 （映画監督）

## エンディングテーマ
- 島倉千代子 『愛のさざなみ』 （2006年10月 - 2007年3月）

## ネット局
- 山陽放送（日曜日21:00）
- 四国放送（同時）
- 南海放送（同時）